# 斯德哥尔摩主教座堂

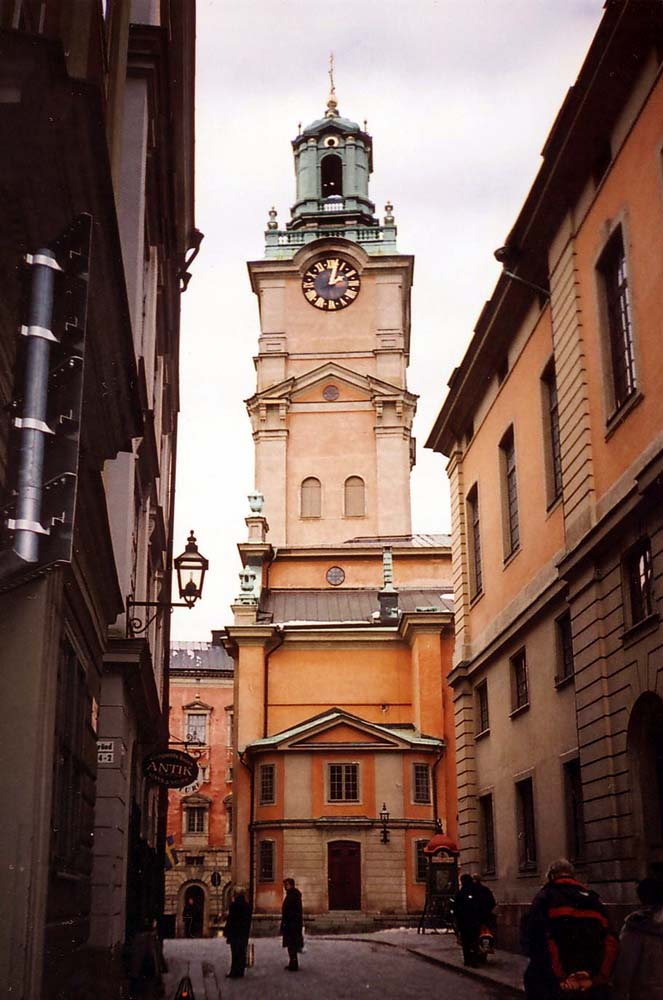
从大广场看主教座堂

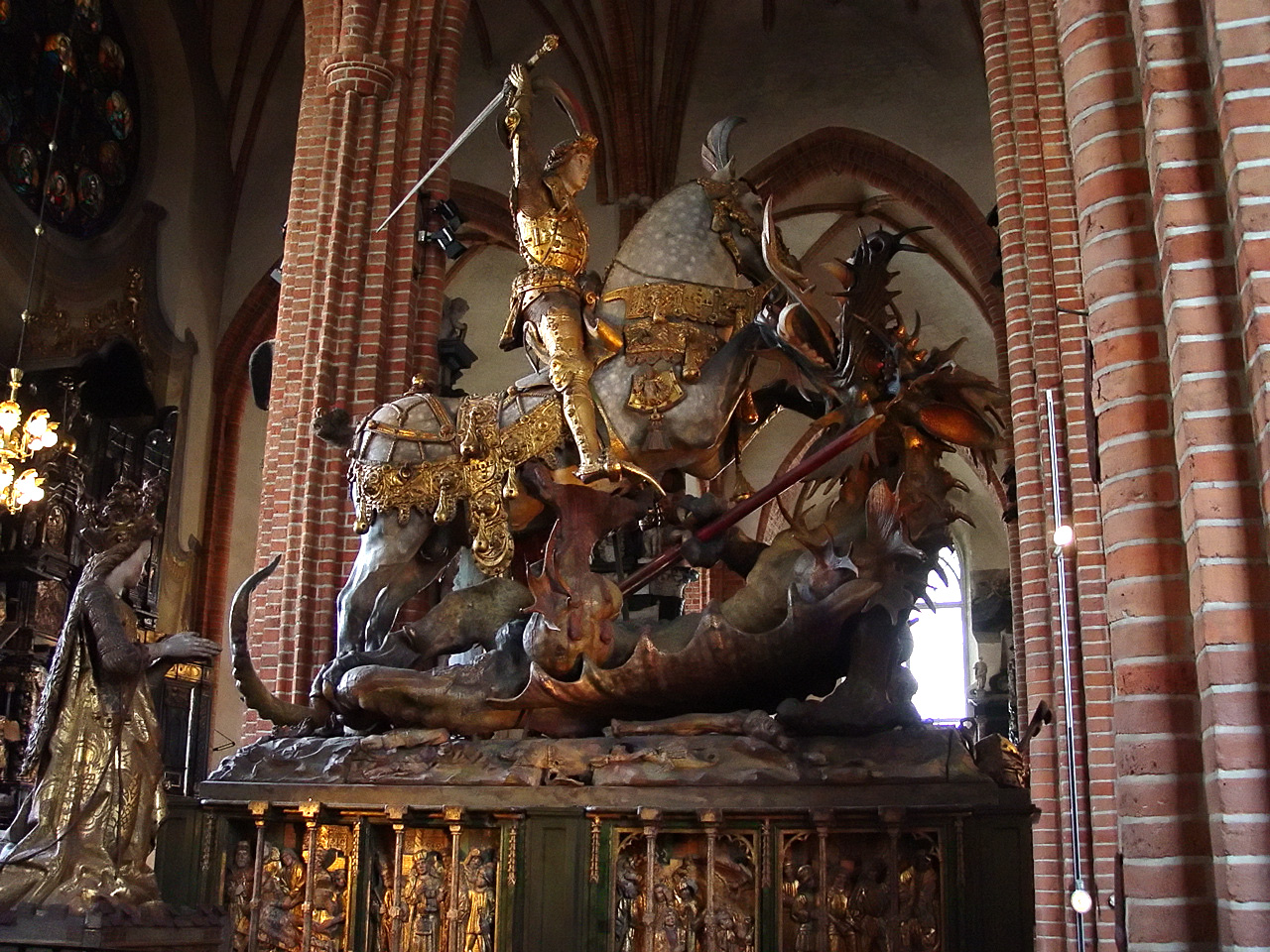
圣乔治与龙

斯德哥尔摩主教座堂（瑞典語： /ˈstûːrˌɕʏrkan/，直译：「偉大的教堂」），又稱圣尼古拉教堂（瑞典語：Sankt Nikolai kyrka）是瑞典首都斯德哥尔摩老城最古老的教堂。該教堂位於斯德哥爾摩王宮和大廣場之間。於1306年奉獻給聖尼古拉斯，但教堂的建造可能始於13世紀。
在內部，斯德哥尔摩主教座堂仍保留著許多晚期中世紀教堂的外觀，具有由磚柱支撐的拱頂天花板。教堂的外觀在18世紀進行了大規模的改建，呈現出統一的巴洛克風格。該教堂在瑞典的宗教改革中起到關鍵的作用，是首座使用瑞典語慶祝彌撒的場所。自1942年斯德哥爾摩教區成立以來，它一直作為瑞典教會斯德哥爾摩教區主教的所在地。
主教座堂長期以來一直是斯德哥爾摩唯一的教區教堂，並且從早期就與瑞典王室有著密切的聯繫。教堂因而多次成為歷史事件的舞台，數世紀以來一直作為加冕教堂使用。近年來，2010年維多利亞王儲和丹尼爾親王的婚禮就在這座教堂舉行。座堂也紀念軍事勝利、國家悲劇以及公眾人物的葬禮，例如作家阿斯特麗德·林格倫和萨拉·丹尼尔斯的葬禮曾在此舉行。該教堂內共展示著幾件重要的藝術品和精美的傢俱，其中包括一尊晚期中世紀的聖喬治和龍的雕塑，以及《幻日之画》，是斯德哥爾摩最古老的彩色風景畫。

## 历史
斯德哥尔摩大教堂首次见于文献记载是在1279年，1527年成为路德宗教堂。自从中世纪这里就是包括整个老城的尼古拉堂区的本堂区教堂，自从1942年从乌普萨拉总教区和斯特兰奈斯教区分出斯德哥尔摩教区后，这里就成为主教座堂。最后一位在此加冕的瑞典的国王是奥斯卡二世（1873年）。

## 外部連結
59°19′33″N 18°04′14″E / 59.325833333333°N 18.070555555556°E